# Галиев, Асгат Талгатович
Асгат Талгатович Галиев (род. 3 января 1949 года, д. Малые Каркалы Миякинского района, БАССР) — глава администрации города Салавата, Башкортостан в период с 1999 по 2002 год, почетный гражданин города Салавата.

## Биография
Родился 3 января 1949 г. в д. Малые Каркалы Миякинского района Башкирии. В 1972 году окончил Уфимский нефтяной институт по специальности «инженер-механик». В 1981 г. окончил Свердловскую высшую партийную школу.
Приехал в Салават работать в 1966 году из дер. Зидиганово Миякинского района БАССР. С 1966 по 1970 год работал слесарем-ремонтником механо-ремонтного цеха РМЗ Салаватского нефтехимкомбината, в 1970—1972 гг. — инженер-конструктор управления ремонтно-механического завода Салаватского нефтехимкомбината, в 1972—1973 гг. — помощник начальника контрольно-технического пункта Вольского высшего военного училища, в 1973—1974 гг. — инженер-технолог РМЗ Салаватского нефтехимкомбината.
...«Когда меня назначили, нынешний депутат Госсобрания ... дал мне понять, что все свои действия я обязан согласовывать с ним. Я, естественно, возмутился. Заявил, что его дело – исправно платить налоги, мое – эффективно, с пользой для города (Салавата) использовать эти средства... ".
Член КПСС. В 1974—1975 годах работал инструктором промышленно-транспортного отдела горкома КПСС г. Салавата, в 1975—1980 гг. — заведующий промышленно-транспортным отделом горкома КПСС г. Салавата, в 1981—1990 гг. — заместитель председателя исполкома горсовета народных депутатов г. Салавата, в 1990—1991 гг. — председатель исполкома горсовета г. Салавата, в 1991—1998 гг. — председатель Госкомитета РБ по платным услугам, член Правительства РБ, в 1998—1999 гг. — первый заместитель министра внешних связей и торговли РБ, Действительный Государственный советник РБ II класса.
Работал главой администрации города Салавата с 1999 по 2002 годы. В 2000 году входил в состав совета директоров ОАО «Салаватнефтеоргсинтез» Совет директоров ОАО «Салаватнефтеоргсинтез». Имеет долю в уставном капитале предприятия — 0,004 %.
Был депутатом Палаты Представителей Государственного собрания республики Башкортостан. В 2012 году Галиеву присвоено звание «Почётный гражданин города Салавата».
Женат. Супруги Галиевы вырастили и воспитали двух дочерей, растут три внука.
Галиев А. Т. проживает в Салавате. Председатель городского Совета ветеранов города Салавата, председатель Совета старейшин.

## Деятельность на посту главы администрации
Во время работы Галиева в Салавате продолжалось жилищное строительство в городе.